# XP-50 (航空機)
XP-50
飛行するXP-50-GU 40-3057号機 (撮影年不詳)
- 用途：戦闘機
- 分類：陸上戦闘機
- 設計者：リロイ・ランドル・グラマン
- 製造者：グラマン航空機エンジニアリング社
- 運用者： アメリカ陸軍航空隊（予定）
- 初飛行：1941年2月18日
- 生産数：1機
- 運用状況：未就役
- 原型機：XF5F スカイロケット

XP-50（Grumman XP-50 ）は、グラマン社がアメリカ陸軍航空隊用に試作した双発単座戦闘機である。世界初の双発単座艦上戦闘機として試作されたXF5F艦上戦闘機の陸上機型だったが、採用はされず1機の試作で終わった。

## 概要
1938年からグラマン社で開発が進められていたXF5Fが上昇力に優れていそうなことに目を付けたアメリカ陸軍は、グラマン社に対してXF5Fの陸軍機型であるXP-50を1939年11月に発注した。試作機はXF5Fに1年半遅れた1941年5月に完成した。
XP-50は外見はXF5Fと似ていたが、降着装置が前輪式となり前脚収納部を設けるために機首が長く伸び、機体全体が流線型に整えられていた。また、上昇力を生かした迎撃戦闘機として用いることを想定していた為、エンジンはターボ過給機付きのライトR-1820を装備し、コックピットや燃料タンクに対する防弾装備も施されていた。陸上機として不要な主翼の折り畳み機構や着艦フック等の装備は取り除かれ、この時期には時代遅れとなった空対空小型爆弾用の主翼爆弾倉も装備されていない。
試作1号機の初飛行は1941年5月14日に行われたが、飛行中にターボ過給機が爆発し機体は墜落してしまった。また、本機は同時期に試作されていたロッキードXP-49よりも開発順位が下位にランクされていた為、開発計画はそのまま中止になってしまった。
なお、本機は第二次世界大戦中にグラマン社がアメリカ陸軍航空隊の為に開発した唯一の機体であった（途中で計画から手を引いたXP-65を除く）。

## スペック
- 全長：10.03m
- 全高：3.47m
- 全幅：12.8m
- 翼面積：28.19m2
- 自重：3,712kg
- 総重量：5,439kg
- エンジン：ライトR-1820-67/69 空冷星型9気筒 1,200hp×2
- 最大速度：687 km/h
- 航続距離：890km
- 実用上昇限度：12,192m
- 武装：
  - 20mm機関砲×2
  - 12.7mm機関銃×2
  - 爆弾 45kg×2

## 登場作品

### ゲーム
『War Thunder』
プレイヤーが操縦できるアメリカの課金機体として登場。